# Théodore-Henri Barrau
Pour les articles homonymes, voir Barrau.
Théodore-Henri Barrau né à Toulouse le 18 octobre 1794 et mort à Paris le 10 mai 1865 est un écrivain, pédagogue, propagateur et défenseur de l'enseignement primaire en France. Il utilise parfois le pseudonyme Louis d'Altemont.

## Biographie
Professeur, il occupe pendant  dix ans la chaire de rhétorique au collège de Niort, puis en 1830, il devient  principal chargé du même cours au collège de Chaumont en Bassigny, qui sous sa direction, gagna en renommée. 
Théodore-Henri Barrau s’intéresse aux  questions relatives à l'enseignement populaire, soulevées par la Loi Guizot de 1833.
Ami de l’éditeur Louis Hachette, c’est à partir de 1845, qu’il participe à la rédaction du Manuel général de l'instruction primaire ; et en devient rapidement le rédacteur en chef,  il fit de cette publication, l'une des plus respectées de l'instruction primaire en France. 
À ce titre à partir de 1850 il prit la défense des instituteurs et des écoles normales primaires,.

## Ouvrages
Théodore-Henri Barrau a composé de nombreux ouvrages, dont les principaux sont destinés soit aux maîtres, soit aux élèves, entre autres 
- les Directions morales pour les instituteurs,
- les Devoirs des enfants envers leurs parents,
- le Livre de morale pratique, et de la Patrie[5],
- un  Cours gradué de 50 sortes d'écritures, pour exercer les enfants à la lecture des manuscrits  ,
- des  Conseils aux ouvriers sur les moyens d'améliorer leur condition  1880 ,
- des  Choix de poésies propres à être apprises par cœur dans les écoles et dans les classes élémentaires des lycées et collèges, extraites de divers auteurs... sous le pseudonyme Louis d'Altemont (T.-H. Barrau) [Texte imprimé] Publication : Paris : L. Hachette, 1858 [6],[7].

Il a aussi publié des histoires populaires, des collections de textes de lois relatifs à l'enseignement et des œuvres d'imagination ainsi que des *Narrations et lettres (sujets et corrigés) à l'usage des écoles / par Louis d'Altemont, 1885 ainsi que:
- Félix, ou le Jeune cultivateur, livre de lecture courante à l'usage des écoles rurales, Hachette, Paris, 1868[10],
- une Histoire d'Agis iv, roi de Lacédémone, condamné à mort par ses propres sujets[11],
- ainsi qu'une Histoire de la Révolution Française (1789- 1799) [12],
- et Simples notions sur l'agriculture, les animaux domestiques, l'économie agricole et la culture des jardins[13], 1ere édition 1847, 4e édition 1854 ; les éditions postérieures à la mort de Barrau ont été entièrement revues par Gustave Heuzé

En 1864, un an avant sa mort, Théodore-Henri  Barrau reçoit le prix Halphen, décerné par l'Académie des sciences morales et politiques à ceux qui s'étaient signalés par des services rendus à l'instruction populaire.